# Profesionalen Futbolen Klub Svetkavica Tărgovište
Il Profesionalen Futbolen Klub Svetkavica Tărgovište (in bulgaro Професионален футболен клуб Светкавица Търговище?), abbreviata in PFC Svetkavica Tărgovište, è una società calcistica bulgara con sede a Targovishte. Milita nella Treta amat'orska futbolna liga, la terza divisione del calcio bulgaro.

## Organico

### Rosa
Aggiornata al 20 febbraio 2012.
| N. |                     | Ruolo | Calciatore         |
| -- | ------------------- | ----- | ------------------ |
| 1  | Bulgaria (bandiera) | P     | Ivan Georgiev      |
| 4  | Bulgaria (bandiera) | C     | Daniel Genov       |
| 6  | Bulgaria (bandiera) | D     | Rumen Stoyanov     |
| 7  | Bulgaria (bandiera) | C     | Neven Venkov       |
| 9  | Bulgaria (bandiera) | A     | Tihomir Kanev      |
| 10 | Bulgaria (bandiera) | C     | Slavcho Shokolarov |
| 11 | Bulgaria (bandiera) | C     | Hristo Petev       |

| N. |                     | Ruolo | Calciatore           |
| -- | ------------------- | ----- | -------------------- |
| 13 | Bulgaria (bandiera) | C     | Tsvetan Iliev        |
| 18 | Bulgaria (bandiera) | C     | Anton Kostadinov     |
| 19 | Egitto (bandiera)   | A     | Mohamed Tawakol      |
| 21 | Bulgaria (bandiera) | D     | Emil Martinov        |
| 24 | Bulgaria (bandiera) | D     | Ignat Damyanov       |
|    | Bulgaria (bandiera) | C     | Bozhidar Vasev       |
|    | Francia (bandiera)  | A     | Charles Thomas Mendy |

## Palmarès

### Altri piazzamenti
- Seconda Lega (Bulgaria):

Vittoria play-off: 2010-2011